# Günther Ziegler (General)

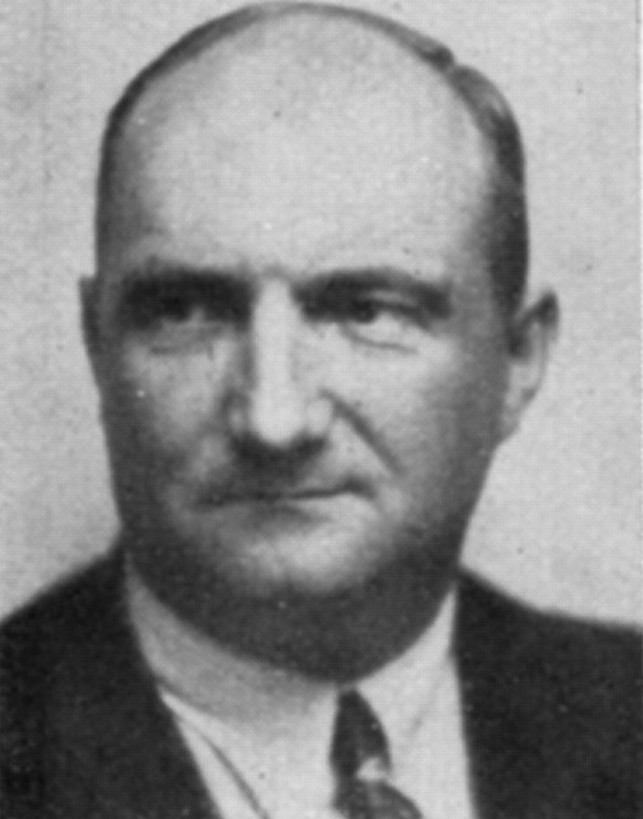
Günther Ziegler, um 1933

Günther Ziegler (* 9. Februar 1892 in Deutsch Lissa bei Breslau; † seit Juli 1945 verschollen, zum 31. Dezember 1945 für tot erklärt) war ein deutscher Offizier (zuletzt Generalleutnant der Luftwaffe) und Politiker (NSDAP). 

## Leben und Wirken
Nach dem Besuch des Gymnasiums in Karlsruhe studierte Ziegler von 1911 bis 1912 und von 1913 bis 1914 Allgemeinen Maschinenbau an der Technischen Hochschule in Karlsruhe. Zwischendurch gehörte er von 1912 bis 1913 ein Jahr lang dem Luftschiffer-Bataillon I in Berlin an. Außerdem arbeitete er ein Jahr lang praktisch in verschiedenen Fabriken und Werkstätten Deutschlands.
Nachdem Ziegler im Herbst 1913 das Flugzeugführer-Examen abgelegt hatte, nahm er von 1914 bis 1918 als Flugzeugführer und Reserve-Offizier mit der Fliegertruppe am Ersten Weltkrieg teil. Nach dessen Beginn kam er zum Etappen-Flugpark 7 in Freiburg, bevor er am 11. August eine Fliegerausbildung in der Militärfliegerschule / Fliegerersatz-Abteilung 3 erhielt. Am 10. Dezember wechselte er als Flugzeugführer zur Feldflieger-Abteilung der Armee-Abteilung Gaede, wo er am 4. Februar 1915 verletzt wurde und bis zum 4. Mai nicht einsatzfähig war. Ab dem 5. Mai kehrte er zur Fliegerersatz-Abteilung 3 zurück und wechselte dann zum 4. November zur Fliegerersatz-Abteilung 65. Dort erhielt er am 13. Dezember seine Beförderung zum Leutnant. Nachdem er am 18. Januar 1917 zur Jagdstaffel 17 versetzt wurde, wechselte er am 28. August in den Armeeflugpark 4. Im Krieg wurde er mit dem Eisernen Kreuz I. und II. Klasse und mit dem Ehrenbecher für den Sieger im Luftkampf ausgezeichnet.
Von 1919 bis 1921 studierte Ziegler Rechts- und Staatswissenschaften an der Universität Freiburg. Im November 1921 promovierte er zum Dr. rer. pol. Im ersten Halbjahr des Jahres 1922 arbeitete er als Lehrling bei der Rheinischen Kreditbank in Gernsbach im Murgtal. Anschließend verdiente er vom 1. Juli 1922 bis zum 30. Juni 1924 seinen Lebensunterhalt als kaufmännischer Angestellter. Danach übernahm er eine Stellung als Handelsbevollmächtigter bei der Portland-Zement-Fabrik Dyckerhoff & Söhne GmbH Amöneburg bei Biebrich am Rhein. Vom 1. Juli 1924 bis Ende 1926 war Ziegler Prokurist bei der Exportflug GmbH in Berlin, dann vom 1. Februar 1927 bis zum 31. März 1930 Vorstandsmitglied der Deutschen Verkehrsfliegerschule GmbH in Berlin. In den Jahren 1930/1931 stand er als Verkaufsleiter im Dienst der Argus-Motoren GmbH in Berlin. Ab 1. März 1933 wurde Ziegler zudem geschäftsführendes Vorstandsmitglied der Deutschen Verkehrsfliegerschule GmbH in Berlin.
Um 1928 wurde Ziegler Mitglied der NSDAP und ihrer Parteiarmee, der SA. In der Partei übernahm er zunächst verschiedene Funktionärsposten. So wurde er 1932 etwa mit dem Amt eines stellvertretenden Korpsführers im Nationalsozialistischen Fliegerkorps betraut. Von Juli bis November 1932 und von März bis November 1933 saß Ziegler als Abgeordneter der NSDAP im Reichstag, in dem er den Wahlkreis 28 (Dresden-Bautzen) vertrat.
Zum 1. Januar 1934 wurde Ziegler in die Luftwaffe übernommen, in der er den Rang eines Majors erhielt und dem Stab der Kraftfahr-Abteilung 3 zugeteilt wurde. Seit dem 1. Februar 1934 bekleidete er die Stellung des Kommandeurs der Fliegerschulen der Deutschen Verkehrsfliegerschulen. Ab dem 1. Juli 1934 war er Kommandeur der Fliegerschulen Land und des Fliegerhorstes Neuruppin. Am 1. April 1935 übernahm Ziegler das Kommando über die II. Gruppe des Kampfgeschwaders 153. Zugleich wurde er Kommandant des Fliegerhorstes Finsterwalde. In dieser Stellung wurde er zum 1. August 1936 zum Oberstleutnant befördert.
Am 1. März 1937 wurde Ziegler Kommandant der Kampffliegerschule Tutow. Am 12. Juni 1938 wurde er zum Oberkommando der Wehrmacht kommandiert und dort zum 1. Juli 1938 als Chef an die Spitze der Abteilung Inland I der Amtsgruppe „Allgemeine Wehrmachtangelegenheiten“ gestellt. In dieser Stellung wurde er nacheinander zum Oberst (1. Oktober 1938) und zum Generalmajor (1. Februar 1941) befördert.
Während des Zweiten Weltkriegs wurde Ziegler im Dezember 1941 die Position des Wehrwirtschaftsführers und Rüstungs-Inspekteurs Ukraine, Kaukasus und Ostland übertragen. Am 12. Dezember 1942 übernahm er die Aufgabe eines Kommandeurs der Technischen Brigade Mineralöl. In dieser Stellung wurde er am 1. Februar 1943 zum Generalleutnant befördert. Ab Oktober 1944 war Ziegler dann Höherer Flieger-Ausbildungs-Kommandeur III. Anfang 1945 wurde Ziegler schließlich als Leiter des Sonderstabes TK-Frauenaktion zum Luftgau-Kommando III kommandiert.
Am 20. Juli 1945 wurde Ziegler von sowjetischen Truppen gefangen genommen. Sein weiteres Schicksal ist ungeklärt. Später wurde er gerichtlich zum 31. Dezember 1945 für tot erklärt.